# Gemeinsame Erklärung zur Rechtfertigungslehre

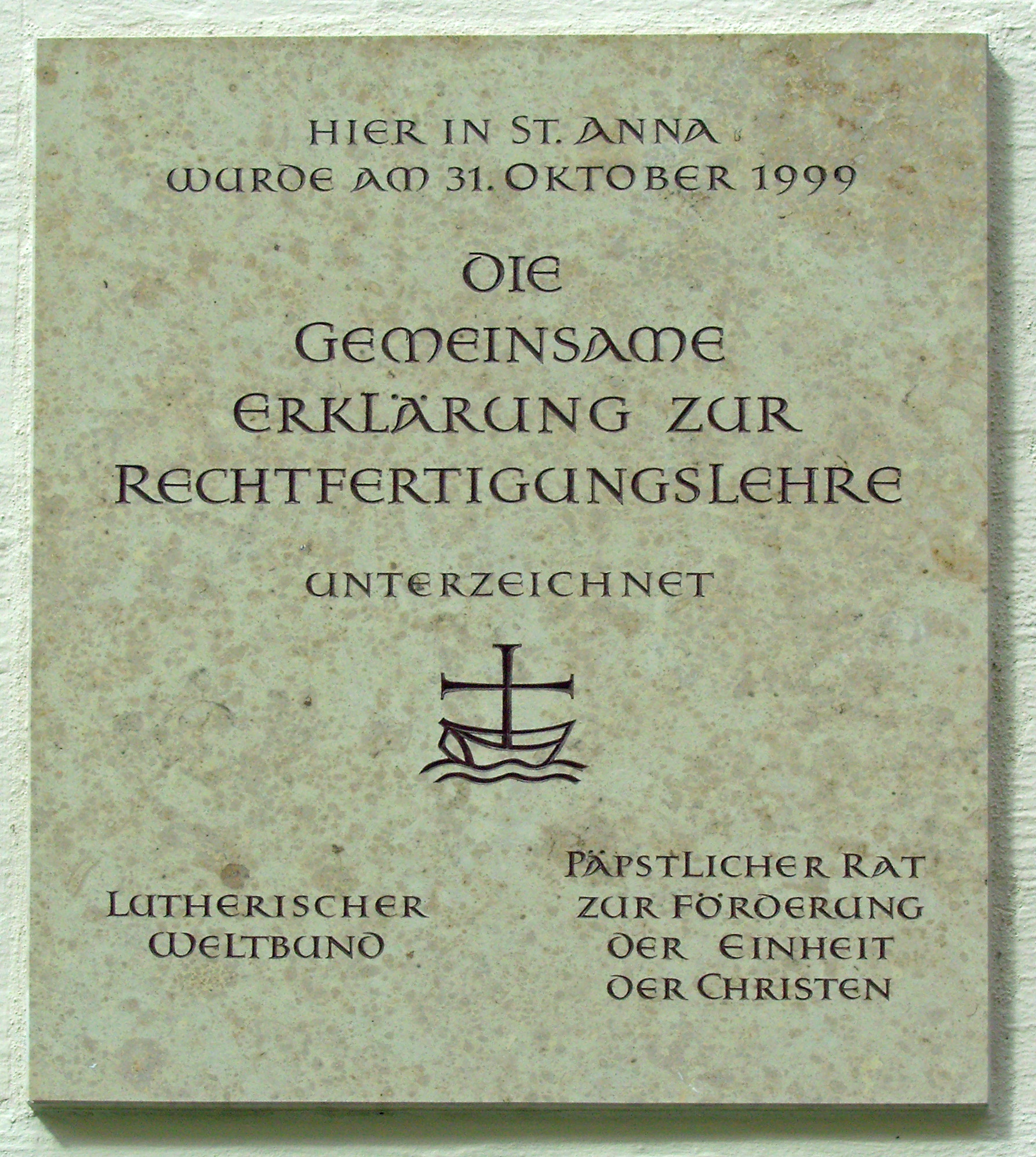
Gedenktafel zur Gemeinsamen Erklärung an der Augsburger St.-Anna-Kirche

Die Gemeinsame Erklärung zur Rechtfertigungslehre (abgekürzt GER oder GE; englisch: Joint Declaration on the Doctrine of Justification, abgekürzt JD, JDDJ oder selten JDDE) ist ein zentrales Dokument der Ökumenischen Bewegung, das einen „Konsens in Grundwahrheiten“ der Rechtfertigungslehre enthält. Diese Erklärung wurde 1999 von Repräsentanten des Lutherischen Weltbunds (LWB) und der Römisch-katholischen Kirche unterzeichnet. Mit dieser Gemeinsamen Erklärung zur Rechtfertigungslehre und den vereinbarten Zusatzdokumenten (der Gemeinsamen Offiziellen Feststellung und dem Annex) wurde feierlich bekundet, dass die gegenseitigen Lehrverurteilungen von Lutheranern und Katholiken aus dem 16. Jahrhundert zurückgenommen werden und heute nicht mehr gelten. 2006 trat der Weltrat methodistischer Kirchen der Erklärung bei, 2017 die Weltgemeinschaft Reformierter Kirchen. Ebenfalls 2017 verkündete die Anglikanische Gemeinschaft ihre Zustimmung, so dass die Gemeinsame Erklärung von fünf großen Kirchen bzw. Kirchenfamilien anerkannt wird.
Otto Hermann Pesch macht auf die Besonderheiten eines solchen kirchenamtlichen Konsenstextes aufmerksam: Während einzelne ökumenisch interessierte Theologen sich durchaus die Denk- und Sprachmuster anderer Konfessionen aneignen können, stellen zwischenkirchliche Erklärungen die jeweils eigene, als verbindlich geltende konfessionelle Tradition grundsätzlich nicht zur Disposition. „Dies v. Gesprächspartner nicht zu verlangen, ist ein ungeschriebenes Gesetz allen ökum. Dialogs“. Angestrebt wird ein „differenzierter Konsens“, d. h. man stellt fest, dass die unterschiedlichen Traditionen und Sprachregelungen beider Seiten, die gewahrt bleiben sollen, sich in der Sache nicht vollkommen widersprechen müssen.

## Entstehungsgeschichte

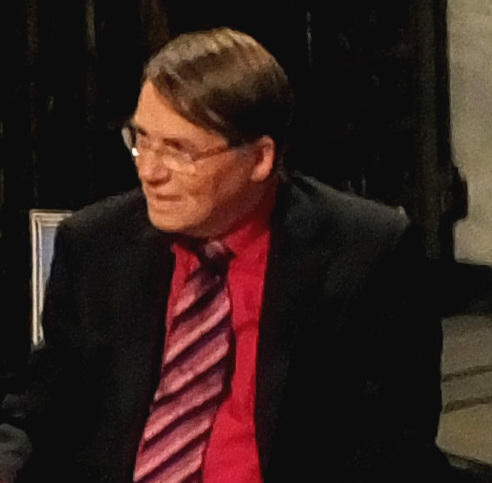
Gunnar Stålsett

Die direkte Vorgeschichte der Gemeinsamen Erklärung zur Rechtfertigungslehre beginnt in Deutschland im 20. Jahrhundert. Hier hatte der Ökumenische Arbeitskreis evangelischer und katholischer Theologen die Studie Lehrverurteilungen – kirchentrennend? erstellt, die sich mit den Themenfeldern Rechtfertigungslehre, Sakramenten- und Ämterlehre befasst. Im Jahr 1986 lag diese Studie in der Evangelischen Kirche in Deutschland vor, und die (lutherischen, reformierten und unierten) Gliedkirchen sollten auf Grundlage dieses Dokuments dazu Stellung beziehen, ob die in ihren jeweiligen Bekenntnisschriften formulierten Verurteilungen des Katholizismus in den behandelten Themenfeldern die Römisch-katholische Kirche der Gegenwart noch träfen. Der Lutherische Weltbund (LWB) wurde von diesen Entwicklungen unterrichtet; sein Exekutivausschuss regte an, das weltweite Luthertum an diesem ökumenischen Prozess zu beteiligen. Die Evangelical Lutheran Church in America (ELCA) plante daraufhin, das Thema Rechtfertigung von der Sakramenten- und Ämterfrage zu trennen und eine eigene Erklärung abzugeben, dass die Lehrverurteilungen der Reformationszeit, die Rechtfertigungslehre betreffend, die heutige römisch-katholische Kirche nicht mehr träfen. Der Lutherische Weltbund machte sich das Projekt der amerikanischen Lutheraner 1993 zu eigen. Der damalige LWB-Generalsekretär Gunnar Stålsett hielt es nämlich für wichtig, dass das weltweite Luthertum Lehrpositionen einnehmen und ökumenische Vereinbarungen schließen könnte. Das war neu.
Bis hierhin ging es nur um den Plan, Lehrverurteilungen aus der Reformationszeit zurückzunehmen. „Indessen – ein Jahr später war aus diesem Vorhaben etwas anderes geworden: eine … Erklärung, in der Katholiken und Lutheraner Übereinstimmung in der Rechtfertigungslehre … bekannten und dann, aufgrund des [neu erarbeiteten] Konsenses, die Lehrverurteilungen für gegenstandslos erklärten.“ Geschehen war in der Zwischenzeit folgendes: Das Generalsekretariat des LWB nahm Kontakt mit dem Päpstlichen Rat zur Förderung der Einheit der Christen auf. Im Herbst 1993 beriefen beide Seiten eine Theologengruppe mit dem Auftrag, einen gemeinsamen Text zur Rechtfertigungslehre neu zu schreiben. Der Gruppe gehörten auf lutherischer Seite Harding Meyer, John Reumann und Eugene Brand, auf katholischer Seite Lothar Ullrich, George Tavard und Heinz-Albert Raem an. Diese Gruppe legte im März 1994 einen Text (deutsch/englisch) vor, der einen Konsens in der Rechtfertigungslehre und ein Votum betreffs der Lehrverurteilungen umfasste. Der Rat des LWB nahm diesen Text an und verschickte ihn nach Überarbeitung im Januar 1995 an die Gliedkirchen mit der Bitte um Stellungnahme. Bis Mai 1996 hatten nur 36 der 122 Mitgliedskirchen geantwortet. Davon bejahten sechs (darunter die ELCA) den Text so, wie er war. Sieben Kirchen (darunter die Evangelische Kirche A.B. in Österreich) lehnten den Text gänzlich ab. Mehrere Mitglieder (darunter das deutsche Nationalkomitee des LWB) machten ihre Zustimmung von Änderungen abhängig.
Daraufhin beauftragten das Generalsekretariat des LWB und das römische Einheitssekretariat eine neue Theologengruppe damit, den Text aufgrund der eingegangenen Änderungswünsche zu überarbeiten. Dieser Arbeitsgruppe, die im Juni 1997 in Würzburg zusammenkam, gehörten 14 Personen an:

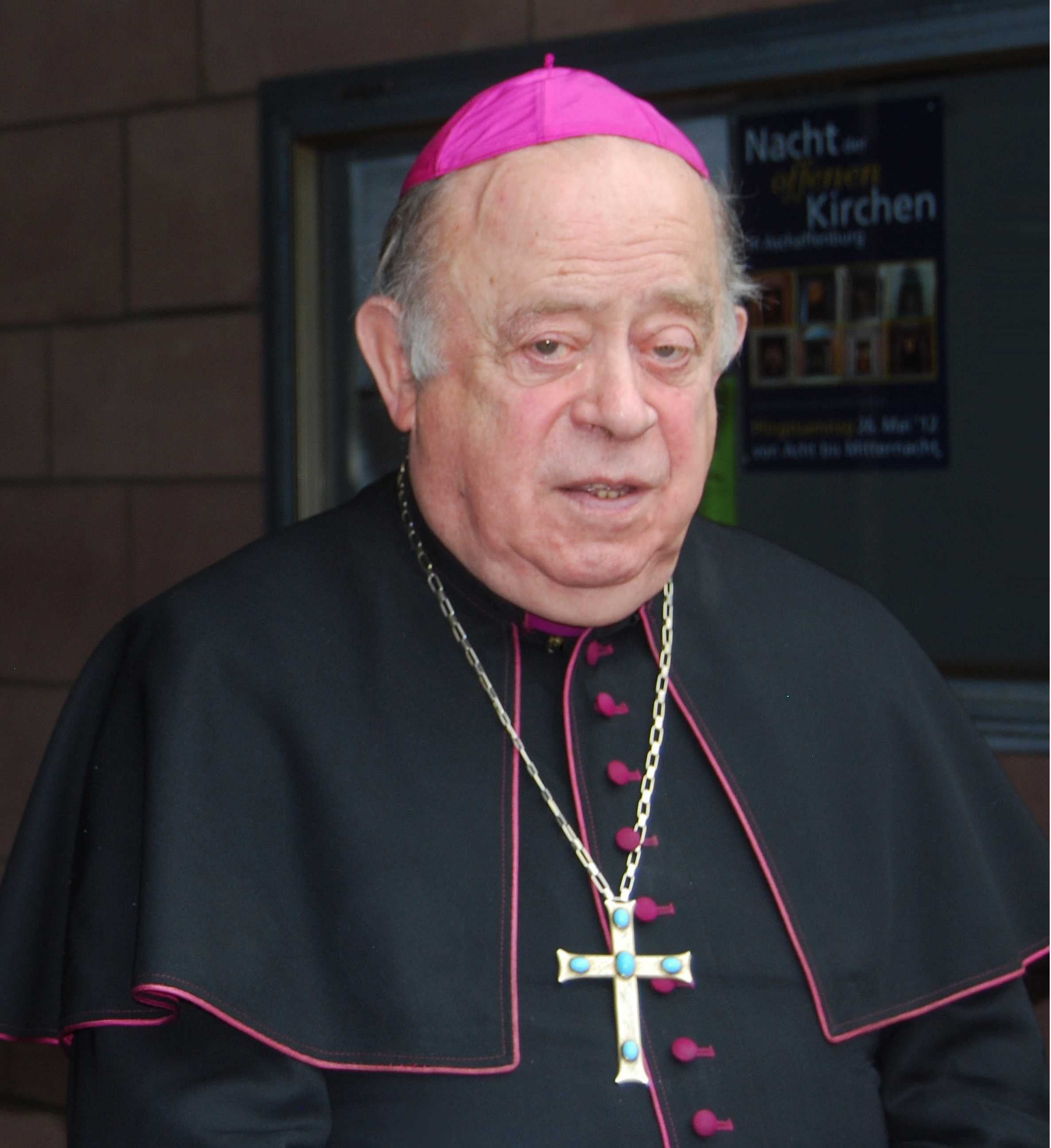
Paul-Werner Scheele, 1979–2003 Bischof von Würzburg

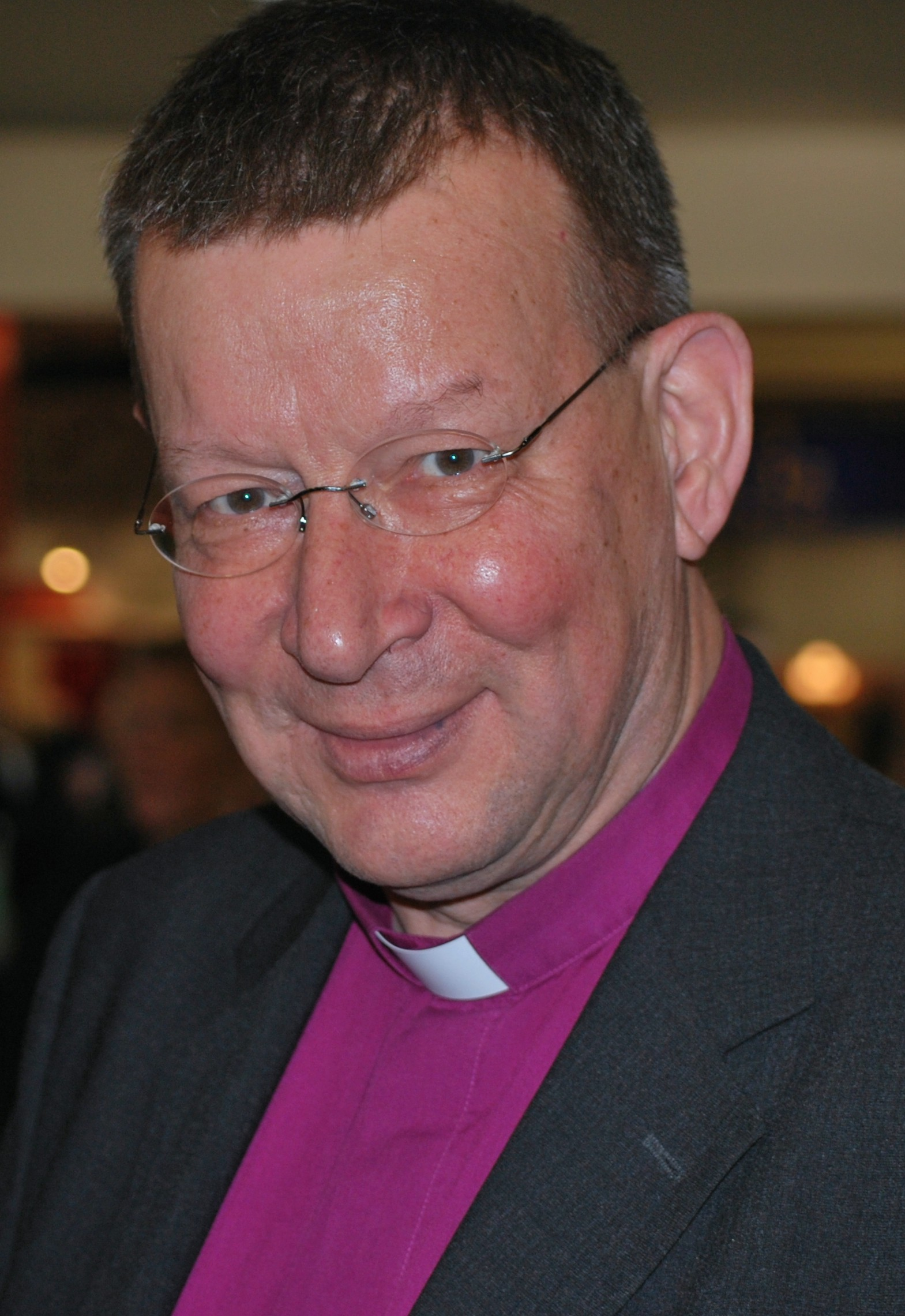
Eero Huovinen, 1991–2010 Bischof von Helsinki

- römisch-katholisch: Paul-Werner Scheele, Lothar Ullrich, Joseph Fitzmyer, Jared Wicks, Karl Joseph Becker, Heinz-Albert Raem;
- lutherisch: Eero Huovinen, Meinrad Piske, Dorothea Wendebourg, John Reumann, Theodor Dieter, Harding Meyer, Michael Root, Eugene Brand.

Bemerkenswert ist, dass mit Fitzmyer und Reumann zwei Neutestamentler beteiligt waren, was die Bedeutung der Exegese für die Rechtfertigungslehre unterstreicht. Drei lutherische Theologen, nämlich Dieter, Meyer und Root, kamen aus dem Institut für Ökumenische Forschung (Straßburg). Die Entstehungsgeschichte der GER war also recht eng mit dem Straßburger Institut verbunden, dem später die Auswertung der Voten aus den LWB-Mitgliedskirchen übertragen wurde. Raem gehörte zum Stab des Päpstlichen Einheitsrats, Brand zum Stab des Lutherischen Weltbundes.
Der dabei entstandene Text („Würzburg I“) wurde verschiedenen Kirchenpolitikern und Theologen zur Prüfung vorgelegt. Auch von der römischen Glaubenskongregation und einigen Mitgliedern des LWB, darunter das deutsche Nationalkomitee, trafen Rückmeldungen ein. In weitgehend gleicher Besetzung traf sich die Arbeitsgruppe im Januar 1997 wiederum in Würzburg und erstellte eine überarbeitete Textfassung („Würzburg II“), die dem Päpstlichen Einheitsrat sowie dem Exekutivausschuss des LWB vorgelegt wurde. Im LWB-Exekutivausschuss konnte sich der leitende Bischof der VELKD, Horst Hirschler, nicht mit erneuten Überarbeitungswünschen durchsetzen; sowohl der Exekutivausschuss des LWB als auch der Päpstliche Einheitsrat nahmen die Textfassung von Würzburg II als verbindlich an, um sie den lutherischen Mitgliedskirchen bzw. den betreffenden römisch-katholischen Gremien zur Beschlussfassung vorzulegen (Februar 1997).

## Inhalt der Erklärung

### Präambel
Die Rechtfertigungslehre wurde in der lutherischen Reformation des 16. Jahrhunderts als „Hauptartikel“ des eigenen Bekenntnisses bezeichnet. „Hier lag aus reformatorischer Sicht der Kernpunkt aller Auseinandersetzungen.“ Aufgrund unterschiedlicher Konzeptionen der Rechtfertigungslehre formulierten die lutherischen Bekenntnisschriften und das Konzil von Trient Lehrverurteilungen der jeweils anderen Seite, die bis heute gültig sind.
Entsprechend dem Stellenwert der Rechtfertigungslehre in der lutherischen Theologie hatte dieses Thema im lutherisch-katholischen Dialog des 20. Jahrhunderts große Bedeutung. Besonders wird auf die verbindliche Stellungnahme (1994) der VELKD und der anderen Gliedkirchen der EKD zu der Studie Lehrverurteilungen – kirchentrennend? verwiesen. Die ökumenischen Gespräche in verschiedenen Ländern gehen in die gleiche Richtung. Es ist Zeit, „Bilanz zu ziehen“ und einen „Konsens in Grundwahrheiten der Rechtfertigungslehre“ vorzulegen, so dass die lutherischen Kirchen weltweit und die Römisch-katholische Kirche sich verbindlich dazu äußern können.

### Biblische Rechtfertigungsbotschaft
Dass Gott den Menschen durch Jesus Christus das Heil gibt, wurde in der Reformationszeit besonders in der Form rezipiert, wie Paulus von Tarsus dies im Römerbrief formuliert: als Rechtfertigung des Sünders durch Gottes Gnade im Glauben (Röm 3,23–25). Gemeinsames Bibelstudium zeigt aber, dass Paulus selbst auch andere Formulierungen für die Gabe des Heils gebraucht: „Befreiung zur Freiheit“, „Versöhnung mit Gott“, „neue Schöpfung“, „Heiligung in Christus Jesus.“ Erst recht vielstimmig ist das Zeugnis des gesamten Neuen Testaments und der ganzen Bibel.

### Das gemeinsame Verständnis der Rechtfertigung
„Gemeinsam bekennen wir: Allein aus Gnade im Glauben an die Heilstat Christi, nicht aufgrund unseres Verdienstes, werden wir von Gott angenommen und empfangen den Heiligen Geist, der unsere Herzen erneuert und uns befähigt und aufruft zu guten Werken.“

Der Glaube ist selbst ein „Geschenk Gottes durch den Heiligen Geist, der im Wort und in den Sakramenten in der Gemeinschaft der Gläubigen wirkt“ (GER 16). Die Rechtfertigungslehre ist innerhalb der christlichen Theologie kein Einzelthema, sondern „ein unverzichtbares Kriterium, das die gesamte Lehre und Praxis der Kirche unablässig auf Christus hin orientieren will“ (GER 18).

### Die Entfaltung des gemeinsamen Verständnisses der Rechtfertigung
„Wir bekennen gemeinsam, daß der Mensch im Blick auf sein Heil völlig auf die rettende Gnade Gottes angewiesen ist. Die Freiheit, die er gegenüber den Menschen und den Dingen der Welt besitzt, ist keine Freiheit auf sein Heil hin. Das heißt, als Sünder steht er unter dem Gericht Gottes und ist unfähig, sich von sich aus Gott um Rettung zuzuwenden oder seine Rechtfertigung vor Gott zu verdienen oder mit eigener Kraft sein Heil zu erreichen. Rechtfertigung geschieht allein aus Gnade.“

Scheinbar gegensätzliche Positionen katholischer und lutherischer Theologie lassen sich so interpretieren, dass sie mit diesem Konsens übereinstimmen:
- Katholiken können sagen, dass der Mensch durch seine Zustimmung bei der Rechtfertigung „mitwirke“; diese Zustimmung ist aber selbst eine Wirkung der Gnade Gottes und kein Tun aus eigenen Kräften (GER 20).
- Lutheraner betonen demgegenüber, dass der Mensch die Rechtfertigung rein passiv empfängt; damit verneinen sie, dass er einen eigenen Beitrag dazu leisten kann, aber nicht „sein volles personales Beteiligtsein im Glauben.“ (GER 21)

Rechtfertigung als Sündenvergebung und Gerechtmachung
Gottes Gnadenhandeln am Menschen hat zwei Aspekte, die nicht getrennt werden dürfen: die Sündenvergebung und die Lebenserneuerung (GER 22). Lutheraner betonen, dass die Lebenserneuerung (= Heiligung) nicht Bedingung für die Sündenvergebung ist, die vielmehr ein Geschenk Gottes bleibt (GER 23). Auch Katholiken halten fest, dass Gottes Gnadengabe unabhängig von menschlicher Mitwirkung ist, betonen aber, dass dem Menschen dadurch eine Lebenserneuerung geschenkt wird, die sich in seinem Handeln auswirkt (GER 24).
Rechtfertigung durch Glauben und aus Gnade

„Wir bekennen gemeinsam, dass der Sünder durch den Glauben an das Heilshandeln Gottes in Christus gerechtfertigt wird; dieses Heil wird ihm vom Heiligen Geist in der Taufe als Fundament seines ganzen christlichen Lebens geschenkt.“

- Lutheraner betonen, dass Gott den Sünder allein aus Glauben (sola fide) rechtfertigt. „Weil diese Tat Gottes eine neue Schöpfung ist, betrifft sie alle Dimensionen der Person“; sie ist der Grund, aus der eine neue Lebensführung hervorgeht (GER 26).
- Katholiken kennen das Konzept einer „Erneuerung des Lebens durch die Rechtfertigungsgnade“, aber diese ist immer die grundlose Gnade Gottes, so dass es keinen Beitrag gibt, dessen sich der Mensch rühmen kann (GER 27)

Simul iustus et peccator

„Wir bekennen gemeinsam, daß der Heilige Geist in der Taufe den Menschen mit Christus vereint, rechtfertigt und ihn wirklich erneuert. Und doch bleibt der Gerechtfertigte zeitlebens und unablässig auf die bedingungslos rechtfertigende Gnade Gottes angewiesen.“

- Dies ist das lutherische Konzept des „gerecht und Sünder zugleich“ (simul iustus et peccator): Der Christ erkennt im Blick auf sich selbst seine Gottwidrigkeit, die ganz Sünde ist. Aber ihre Macht ist durch Christus gebrochen. Das ermöglicht es, auf Erden stückweise gerecht zu leben. Der Christ ist trotz Sünde nicht mehr von Gott getrennt, weil er sich immer wieder auf seine Taufe rückbeziehen kann (GER 29).
- Das katholische Konzept der Taufe besagt dagegen, dass diese die Sünde wirklich tilgt und nur die Neigung zur Sünde (Konkupiszenz) verbleibt. Wenn der Christ sündigt, ist es notwendig, dass er im Sakrament der Buße Vergebung empfängt (GER 30).

Gesetz und Evangelium
Für Lutheraner ist die Unterscheidung von Gesetz und Evangelium und ihre richtige Zuordnung von zentraler Bedeutung. Das Gesetz deckt die Sünde auf, damit der Mensch sich dem Evangelium anvertraut, nämlich der rechtfertigenden Barmherzigkeit Gottes. Katholiken betonen stärker, dass der Gerechtfertigte verpflichtet ist, die Gebote zu halten; sie verneinen aber nicht, dass das ewige Leben durch Jesus Christus erbarmungsvoll verheißen ist (GER 31–33).
Heilsgewissheit

„Wir bekennen gemeinsam, daß die Gläubigen … angesichts ihrer eigenen Schwachheit … auf die wirksame Zusage der Gnade Gottes in Wort und Sakrament bauen und so dieser Gnade gewiß sein [können].“

Martin Luther betonte: Bei Glaubenszweifeln (Anfechtungen) soll der Christ vertrauend auf Christus blicken. „So ist er im Vertrauen auf Gottes Zusage seines Heils gewiß, wenngleich auf sich schauend niemals sicher“ (GER 35) Die katholische Kontroverstheologie lehnte dieses Verständnis des Glaubens als „Fiduzialglauben“ ab. Seit dem Zweiten Vatikanischen Konzil (Dei verbum 5) können auch Katholiken sagen: „Glauben heißt, sich selbst ganz Gott anvertrauen“, dessen Verheißungswort verlässlich ist. Im Blick auf seine eigenen Schwächen ist der Christ gleichwohl „in Sorge um sein Heil“ (GER 36).
Gute Werke
Lutheraner und Katholiken stimmen überein, dass gute Werke Früchte der Rechtfertigung sind, die nicht ausbleiben können (GER 37). Katholiken betonen, dass es im Lauf eines christlichen Lebens ein Wachstum in der Gnade und eine Vertiefung der Christusbeziehung geben sollte. Insofern bezeichnet die katholische Theologie die guten Werke des Gerechtfertigten auch als verdienstlich und lehrt, dass diese einen Lohn im Himmel finden (GER 38). Die lutherische Theologie lehnt den Begriff „Verdienste“ ab, das ewige Leben sei kein Lohn, sondern Erfüllung von Gottes unverdienter Zusage (GER 39).

### Die Bedeutung und Tragweite des erreichten Konsenses
Die GER hält fest, dass ein „Konsens in Grundwahrheiten“ der Rechtfertigungslehre erreicht wurde, dem gegenüber die verbleibenden konfessionellen Unterschiede „tragbar“ sind. Es verbleiben unterschiedliche Ausdrucksweisen, theologische Ausgestaltungen und Akzentsetzungen; diese sind „offen aufeinander hin“ (GER 40).

„Die in dieser Erklärung vorgelegte Lehre der lutherischen Kirchen wird nicht von den Verurteilungen des Trienter Konzils getroffen. Die Verwerfungen der lutherischen Bekenntnisschriften treffen nicht die in dieser Erklärung vorgelegte Lehre der römisch-katholischen Kirche.“

## Rezeption

### Befragung der LWB-Mitgliedskirchen
LWB-Generalsekretär Ishmael Noko verschickte den von beiden Seiten autorisierten Text am 27. Februar 1997 an die Mitgliedskirchen mit der Frage: „Akzeptiert Ihre Kirche die in … der Gemeinsamen Erklärung zur Rechtfertigungslehre erreichten Ergebnisse und bejaht somit, daß … die Lehrverurteilungen der Lutherischen Bekenntnisschriften hinsichtlich der Rechtfertigung die Lehre der römisch-katholischen Kirche über die Rechtfertigung, wie sie in der gemeinsamen Erklärung dargestellt ist, nicht mehr treffen?“ Die Öffentlichkeit erfuhr aus der kirchlichen Presse nur andeutungsweise, dass ein bedeutendes ökumenisches Dokument in Vorbereitung sei.
Eberhard Jüngel wandte sich Anfang September 1997 mit einem Aufruf an das evangelisch-theologische Fachpublikum: Um Gottes willen – Klarheit! Kritische Bemerkungen zur Verharmlosung der kriteriologischen Funktion des Rechtfertigungsartikels. In kirchlichen evangelischen Gremien werde Kritik daran geäußert, dass die Gemeinsame Erklärung in der ursprünglichen Textfassung die Rechtfertigungslehre als zentrales Kriterium der Theologie herausstellte, das dann aber aufgrund vatikanischer Einwände teilweise zurücknahm: sie war nur noch ein wichtiges („unverzichtbares“) Kriterium neben anderen, von denen sich Katholiken „in Pflicht genommen sehen“ (GER 18). Jüngel analysierte: Kriterien, die jemand „in Pflicht nehmen“, sind jedenfalls auch „unverzichtbar“; „verzichtbare“ Kriterien sind streng genommen überflüssig. Damit sei die für reformatorische Theologie unverhandelbare Zentralität der Rechtfertigungslehre von der GER aufgegeben. Unabhängig von Jüngels Artikel erschien in der FAZ am 26. September 1997 ein Leserbrief von Ingolf U. Dalferth: Ökumene am Scheideweg. Dalferth sah durch die Gespräche des Lutherischen Weltbunds mit Rom die Einheit innerhalb der EKD und innerhalb des europäischen Protestantismus überhaupt gefährdet. Die Beiträge Jüngels und Dalferths markieren den Beginn der öffentlichen Diskussion im deutschsprachigen Raum.
Am 10. Dezember 1997 verlieh die Theologische Fakultät der Eberhard-Karls-Universität Tübingen Gerhard Ebeling die Ehrendoktorwürde. Der Geehrte hatte schon früher seine Zustimmung zu Jüngels Artikel signalisiert; unter den anwesenden Theologen entstand der Plan, ein fachwissenschaftliches Votum zur GER an den deutschsprachigen evangelisch-theologischen Fakultäten zur Unterschrift vorzulegen. Den Text, der am 6. Januar 1998 feststand, erarbeiteten Albrecht Beutel, Karin Bornkamm, Reinhard Schwarz und Johannes Wallmann in Abstimmung mit Ebeling. Besonders problematisch sei, dass durch mehrere Lehrkonsense, von denen die GER einer sei, „die Integration auch der evangelischen Amtsträger in das Gefüge der römisch-katholischen Hierarchie“ vorbereitet werde. Der Text empfahl, wenn man die GER überhaupt annehmen wolle, jedenfalls zu verneinen, dass damit ein „Konsens in Grundwahrheiten der Rechtfertigungslehre“ erreicht worden sei. Am 27. Januar wurde das Dokument mit 141 Unterschriften den Bischöfen, Synodalvorständen und Kirchenleitungen der VELKD übersandt. Nun meldeten sich auch Befürworter der GER zu Wort. Hans-Martin Barth sah den ökumenischen Fortschritt darin, dass reformatorische Theologie auf diese Weise bis „ins Herz des Katholizismus“ gelange. Ulrich Kühn urteilte, das Professorenvotum verkenne die in der GER angewandte Methode des differenzierten Konsenses. Der württembergische Landesbischof Eberhardt Renz bat die Tübinger evangelisch-theologische Fakultät um ein Gutachten zur GER. Dieses lag am 17. Februar 1998 vor. Es würdigte die mit der GER erreichten ökumenischen Fortschritte, einen „Konsens in Grundwahrheiten der Rechtfertigungslehre“ gebe es aber nicht, weiterhin bestehende Differenzen (darunter: die gegenseitige Anerkennung als Kirche) würden vielmehr sprachlich verschleiert. Als letzte Gliedkirche der VELKD beriet die Synode der Hannoverschen Landeskirche im Juni 1998 über die Annahme der GER; die Synode befürwortete die Rücknahme von Lehrverurteilungen und stellte fest, „daß die Redeweise ‹Konsens in (den) Grundwahrheiten› nicht sachgerecht“ sei.
Mit der Auswertung der beim LWB einlaufenden Voten der lutherischen Mitgliedskirchen wurde das Institut für Ökumenische Forschung (Straßburg) beauftragt; dieses legte am 9. Juni 1998 seine Ergebnisse vor und zählte dabei ungewöhnlicherweise nicht die Mitgliedskirchen, sondern die von diesen repräsentierten Lutheraner, als hätte weltweit eine Mitgliederbefragung stattgefunden. Auf diese Weise wurde festgestellt, dass 78,3 % der vom LWB repräsentierten Lutheraner, über 48 Millionen Menschen, der GER zugestimmt hatten. Am 16. Juni 1998 erklärte der Lutherische Weltbund, der Magnus consensus sei hergestellt, jene große Übereinstimmung, die das Formulieren eines Bekenntnisses ermöglicht. Er nahm für seine Mitgliedskirchen die GER offiziell an.

### Römische Note

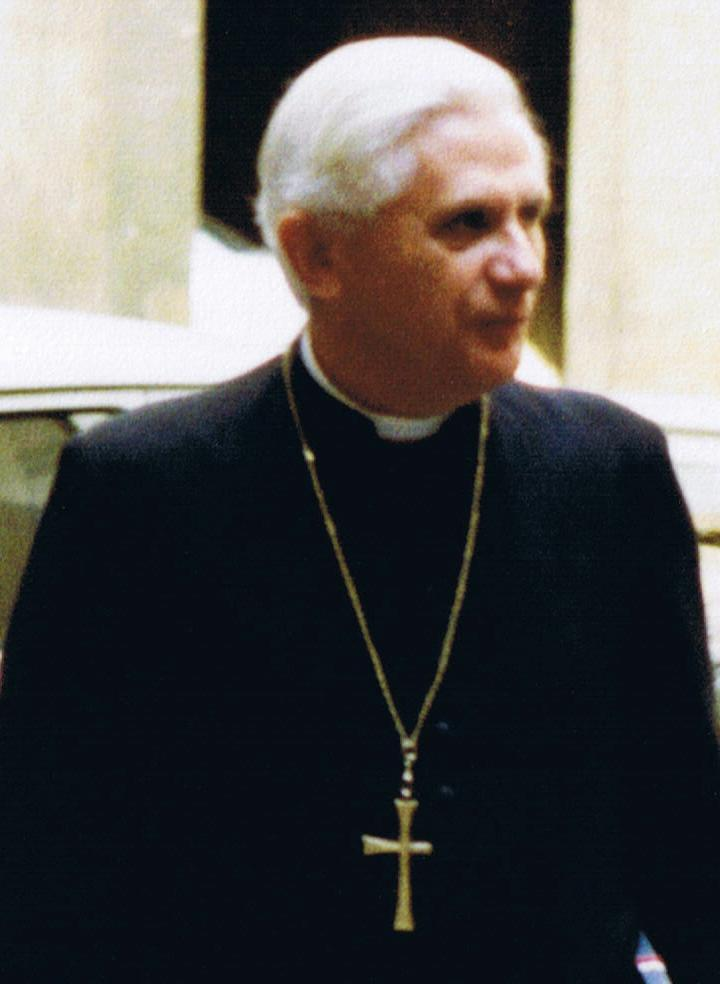
Joseph Ratzinger, Präfekt der Glaubenskongregation 1981–2005

Es ist nicht bekannt, mit welcher Fragestellung die Gemeinsame Erklärung dem Vatikan vorgelegt wurde. Der Vatikan veröffentlichte am 25. Juni 1998 eine Note (italienisch/deutsch), „welche die offizielle katholische Antwort auf den Text der ‚Gemeinsamen Erklärung‘ darstellt.“ Der Text war von der römischen Kongregation für die Glaubenslehre und dem Päpstlichen Rat für die Förderung der Einheit der Christen gemeinsam verantwortet, aber nur vom Präsidenten des Päpstlichen Rates, Kardinal Cassidy, unterzeichnet worden. Die Note bejaht, dass es einen „Konsens in Grundwahrheiten der Rechtfertigungslehre“ gebe. Dies sei aber kein vollständiger Konsens. Die bleibenden Divergenzen werden nun in der Reihenfolge ihrer Gewichtung benannt:
- Was GER 28–30 über das Sündersein des Gerechtfertigten (d. h. das simul iustus et peccator der lutherischen Theologie) sage, sei „für Katholiken nicht annehmbar“; man könne auch nicht sagen, dass diese Lehre nicht von der Verurteilung (Anathema) des Konzils von Trient betroffen sei.[22]
- Keineswegs sei die Rechtfertigungslehre für die Theologie insgesamt von so zentraler Bedeutung, wie GER 18 das formuliert.
- In Bezug auf GER 17 wird festgestellt, dass der Mensch die göttliche Gnade annehmen könne, „eine Fähigkeit, die man mit Recht cooperatio (Mitwirkung) nennt.“ Wenn die lutherische Theologie hier ein „volles personales Beteiligtsein“ des Menschen annimmt, so müsste sie deutlicher machen, wie sich dies zu der traditionell von ihr gelehrten Passivität des Menschen verhält.
- Bei GER 37–39 legt die katholische Kirche Wert darauf, „daß das ewige Leben sowohl Gnade als auch Lohn ist, der von Gott für die guten Werke und Verdienste erstattet wird.“
- Im Sakrament der Buße „kann der Sünder aufs neue gerechtfertigt werden“; diese Lehre des Konzils von Trient bringe GER 30 nicht genügend zur Geltung.

Die genannten Divergenzen müssten erst ausgeräumt werden, bevor gesagt werden könne, dass die katholischen Lehrverurteilungen die Lutheraner nicht mehr träfen. Für Irritation sorgte der Hinweis in der römischen Note „auf den unterschiedlichen Charakter der beiden Partner“: der Lutherische Weltbund suche zwar durch Befragung der einzelnen Synoden eine große Übereinstimmung (magnus consensus) zu erreichen, „um seiner Unterschrift echten kirchlichen Wert zu geben“. Es sei aber fraglich, welche Autorität Synodenentscheidungen im Luthertum jetzt und zukünftig hätten. Unausgesprochen klingt hier an, dass der „echte kirchliche Wert“ lutherischer Synodenentscheidungen auch für die katholische Seite fraglich ist, weil das Thema der gegenseitigen Anerkennung als Kirche in der Gemeinsamen Erklärung nicht angegangen wurde. Karl Kardinal Lehmann charakterisierte die römische Note 2009 rückblickend als „späte, wenig sensible Belastung, die allerdings im Kontext der starken evangelischen Polemik gegen die Erklärung gesehen werden“ müsse. „Allgemein hat man diese Verlautbarung als offene Ablehnung des vom Päpstlichen Rat selbst mitverantworteten und -erstellten Textes verstanden“, so Peter Neuner. Die römische Note habe jene evangelischen Kirchenleitungen und Synodalen brüskiert, die für die GER um Zustimmung geworben hatten, während sich die evangelischen Kritiker bestätigt sehen konnten.

### Zusatztexte und Diskussion
Nun war eine schwierige Situation entstanden. Denn der Lutherische Weltbund hatte den Text der GER, so wie er war, bereits angenommen, und auch die katholische Seite strebte letztlich eine Annahme der Erklärung an. Der Präfekt der Glaubenskongregation, Joseph Ratzinger, erläuterte in einem Leserbrief an die Frankfurter Allgemeine Zeitung vom 14. Juli 1998, die römische Note stelle den erreichten Grundkonsens fest. Wenn sie Präzisierungen fordere, hieße das, dass der ökumenische Dialog fortgesetzt werden solle. Ratzinger widersprach dem Eindruck, dass es ein Abstimmungsproblem zwischen Einheitsrat und Glaubenskongregation gegeben habe.
Der LWB-Exekutivausschuss beschloss im November 1998, die Erklärung zunächst nicht zu unterzeichnen und weitere Verhandlungen mit dem katholischen Partner zu führen. So wurde die GER durch zwei Dokumente (die Gemeinsame Offizielle Feststellung und der Annex) ergänzt, die „zusammen den Text der Erklärung ratifizieren und zugleich Hinweise zur Auslegung geben“; in dieser Form wurde die GE dann am 31. Oktober 1999 zur Unterschrift vorgelegt.
Gegen die Gemeinsame Offizielle Feststellung und den Annex richtete sich der Widerspruch zahlreicher evangelischer Theologen in Deutschland, während Jüngel als frühzeitiger scharfer Kritiker der GER in diesen ergänzenden Dokumenten die Formulierungen fand, die ihm ermöglichten, der GER zuzustimmen: „In diesen Zusatztexten zur Gemeinsamen Erklärung sind nach meinem Urteil – mit Schleiermacher zu reden – jene «vermittelnden Formeln» angeboten worden, die es erlauben, die im 16. Jahrhundert ausgesprochenen gegenseitigen Verwerfungen für obsolet zu erklären.“ Wesentliche Klärungen in Bezug auf die kriteriologische Funktion der Rechtfertigungslehre, die Rechtfertigung allein aus Glauben (sola fide), die Existenz des Menschen als gerechtfertigter Sünder (simul iustus et peccator) und das Verhältnis von Glauben und Werken findet man insbesondere im Annex.
Auf der Leserbriefseite der FAZ wurde von April bis Oktober 1999 eine theologische Debatte über die Gemeinsame Erklärung zur Rechtfertigungslehre ausgetragen, die sich nicht zuletzt an der römischen Note vom 25. Juni 1998 entzündete. Dass gerade die FAZ zum Forum für diese Diskussion wurde, lag am theologischen Interesse der Redakteurin Heike Schmoll, aber auch daran, dass die Kirchenpresse das brisante Thema mied. An der Debatte beteiligten sich u. a. die evangelischen Theologieprofessoren Johannes Wallmann, Volker Drehsen, Thomas Kaufmann, Reinhard Schwarz, Ingolf U. Dalferth, Karl-Hermann Kandler, Albrecht Beutel, Ekkehard Mühlenberg und Wilfried Härle sowie der evangelische Kirchenhistoriker Dietrich Blaufuß und der LWB-Generalsekretär Ishmael Noko. „Die ungemein intensive, ja teilweise heftige Diskussion … ist noch in der Polemik der Bedeutung der Sache angemessen“, schloss Otto Hermann Pesch.

### Der Festakt in Augsburg: 31. Oktober 1999
Dass die GER in Augsburg unterzeichnet wurde, geht auf die gemeinsame Initiative der Bischöfe Viktor Josef Dammertz und Ernst Öffner zurück, die 1997 in Rom und Genf dafür warben, den Festakt in jener Stadt stattfinden zu lassen, die durch die Confessio Augustana von 1530 große Bedeutung für die Reformationsgeschichte hat.
Am Reformationstag 1999 fand in der evangelisch-lutherischen St.-Annen-Kirche die feierliche Unterzeichnung der Gemeinsamen Erklärung zur Rechtfertigungslehre statt, die gebunden in rotes Ziegenleder vorgelegt wurde. Für die Römisch-katholische Kirche unterschrieben Kardinal Edward Idris Cassidy und Bischof Walter Kasper. Auf lutherischer Seite unterschrieben der Präsident des Lutherischen Weltbundes, Christian Krause, und der Generalsekretär Ishmael Noko.
In der Augsburger Innenstadt sahen rund 2000 Zuschauer die Unterzeichnung auf einer Videoleinwand; das Ereignis wurde auch von der ARD übertragen.

### Vom bilateralen zum multilateralen ökumenischen Konsens
Der Weltrat methodistischer Kirchen trat der gemeinsamen Erklärung am 23. Juli 2006 in Seoul durch Unterschrift des Präsidenten Bischof Sunday Mbang und des Generalsekretärs George Freeman bei. Der Weltrat erläutert dazu: „Die Methodistische Bewegung hat sich immer zutiefst zum Dank für die biblische Lehre von der Rechtfertigung, wie sie von Luther und den anderen Reformatoren und dann wieder von den Wesleys verstanden wurde, verpflichtet gewusst. Aber sie hat ebenso immer Elemente der Rechtfertigungslehre festgehalten, die zur katholischen Tradition der frühen Kirche sowohl im Osten wie im Westen gehören.“
Am 4. Juli 2017 trat bei einem Ökumene-Festakt in Wittenberg auch die Weltgemeinschaft der reformierten Kirchen der Erklärung bei, die vom Generalsekretär der Weltgemeinschaft, Chris Ferguson, in der Wittenberger Stadtkirche unterzeichnet wurde. „Wir möchten das bestehende Maß der Übereinstimmung nicht nur bekräftigen, sondern auch anreichern und ausweiten.“ Dazu wird auf die reformierte Tradition des tertius usus legis, die Bundestreue Gottes und die Erläuterung im Zweiten Helvetischen Bekenntnis verwiesen, dass gute Werke „zur Ehre Gottes, zur Zierde unserer Berufung, und um Gott unsere Dankbarkeit zu beweisen und zum Nutzen unseres Nächsten“ getan werden sollen.
Der Anglican Consultative Council hatte die GER im Jahr 2016 inhaltlich bestätigt. Er verwies darauf, dass Anglikaner sowohl mit Lutheranern (Helsinki-Bericht) als auch mit römischen Katholiken (Erklärung Das Heil und die Kirche, 1986) im ökumenischen Dialog über die Rechtfertigung stehen. Infolgedessen erklärte die Anglikanische Gemeinschaft am Reformationstag 2017 ihre Zustimmung zur Gemeinsamen Erklärung.
Im April 2019 verabschiedeten Vertreter der fünf an der Gemeinsamen Erklärung beteiligten Weltgemeinschaften auf einer Konferenz an der University of Notre Dame in Indiana (USA) eine Erklärung, in der sie die gemeinsamen Positionen bestätigten und weitere Schritte zur Vertiefung der Gemeinschaft anregten. Am 16. Juni 2019 feierten Repräsentanten aller Weltgemeinschaften anlässlich des 20. Jubiläums der Unterzeichnung der Gemeinsamen Erklärung einen Festgottesdienst in der Genfer Kathedrale St. Pierre.

### Textausgaben
- Die Gemeinsame Erklärung zur Rechtfertigungslehre. Alle offiziellen Dokumente von Lutherischem Weltbund und Vatikan (= Texte aus der VELKD; Nr. 87, Juni 1999). Lutherisches Kirchenamt der VELKD, Hannover 1999, ISSN 1617-0733 (Onlinefassung bei Archive.org).
- Gemeinsame Erklärung zur Rechtfertigungslehre. Lutherischer Weltbund und Römisch-katholische Kirche. Jubiläumsausgabe zum 20-jährigen Jubiläum. Einschließlich der Erklärungen des Weltrats methodistischer Kirchen (2006), des Anglikanischen Konsultativrats (2016) und der Weltgemeinschaft Reformierter Kirchen (2017). Genf 2020, ISBN 978-2-940642-03-08, (PDF-Datei).

### Sammelbände
- Friedrich Hauschildt, Udo Hahn, Andreas Siemens (Hrsg.): Die Gemeinsame Erklärung zur Rechtfertigungslehre. Dokumentation des Entstehungs- und Rezeptionsprozesses. Vandenhoeck & Ruprecht, Göttingen 2009. ISBN 978-3-525-56136-2.
- Bernd Oberdorfer, Thomas Söding (Hrsg.): Wachsende Zustimmung und offene Fragen. Die Gemeinsame Erklärung zur Rechtfertigungslehre im Licht ihrer Wirkung. Herder, Freiburg im Breisgau 2019. ISBN 978-3-451-02302-6.

### Monographien und Zeitschriftenartikel
- Eberhard Jüngel: Um Gottes willen – Klarheit! Kritische Bemerkungen zur Verharmlosung der kriteriologischen Funktion des Rechtfertigungsartikels – aus Anlaß einer ökumenischen „Gemeinsamen Erklärung zur Rechtfertigungslehre“. In: Zeitschrift für Theologie und Kirche 94 (1997), S. 394–406.
- Eberhard Jüngel: Amica Exegesis einer römischen Note. In: Zeitschrift für Theologie und Kirche, Beiheft 10 (1998), S. 252–279.
- Eberhard Jüngel: Das Evangelium von der Rechtfertigung des Gottlosen als Zentrum des christlichen Glaubens. Eine theologische Studie in ökumenischer Absicht. Mohr Siebeck, 6. Auflage Tübingen 2011. ISBN 978-3-16-151682-5.
- Peter Neuner: Ökumene in der Krise: Ist die Gemeinsame Erklärung zur Rechtfertigungslehre gescheitert? In: Münchener Theologische Zeitschrift 50/1 (1999), S. 11–24.
- Heinz-Albert Raem: Dialog ohne Ende? Hermeneutische Überlegungen zur gemeinsamen Erklärung des Lutherischen Weltbundes und der römisch-katholischen Kirche zur Rechtfertigungslehre. In: Catholica 3 (1996), S. 232–246.
- Aaro Rytkönen, Risto Saarinen: Der Lutherische Weltbund und die Rechtfertigungsdebatte 1998–1999: die Entstehung der „Gemeinsamen Offiziellen Feststellung“ und des „Annex“. In: Kerygma und Dogma 53/2 (2007), S. 298–328.
- Leo Scheffczyk: Einig im Uneins-Sein. Zu den Konsensdokumenten in der Rechtfertigungslehre, in: Theologisches 29 (9/1999), Sp. 453–468.
- Johannes Wallmann: Kirchengeschichte Deutschlands seit der Reformation. 7. Auflage. Mohr Siebeck, Tübingen 2012 (UTB; 1355), ISBN 978-3-8252-3731-8, S. 320–324.
- Johannes Wallmann: Der Streit um die „Gemeinsame Erklärung zur Rechtfertigungslehre“. In: Zeitschrift für Theologie und Kirche, Beiheft 10 (1998), S. 207–251.
- Dorothea Wendebourg: Zur Entstehungsgeschichte der »Gemeinsamen Erklärung«. In: Zeitschrift für Theologie und Kirche, Beiheft 10 (1998), S. 140–206.